# Platja de la Marquesa
La platja de la Marquesa és una platja natural de municipi de Deltebre (Baix Ebre), situada al sud de la Punta del Fangar, al Parc Natural del Delta de l'Ebre. Limita al nord amb el roquissar del restaurant de la zona de 'los Bascos', que la separa de la platja del Fangar, i al sud amb la Gola del Pal, canal de desembocadura de la bassa de l'Estella, que la separa de la platja de la Bassa de l'Arena. Orientada a l'est-nord-est, té una longitud de 1.128 metres i una amplada mitjana de 77 metres, formada per sorra fina i mitjana, amb un cordó dunar amb rereduna, i dunes que s'endinsen uns quants metres a dins del mar. No disposa de serveis. S'hi practica el nudisme.
L'Agència Catalana de l'Aigua efectua un control quinzenal de la qualitat de l'aigua, durant la temporada de bany, amb el resultat de bona.

## Regressió de la platja
La platja de la Marquesa ha perdut amplada en els darrers anys, principalment com a conseqüència de la disminució de l'aportació de sediments del riu Ebre, a rel de la construcció als anys 1960 dels embassaments de Mequinensa (Baix Cinca) i Riba-roja (Ribera d’Ebre). El gener de 2020, el temporal Gloria va inundar els arrossars darrere la platja, fins a 4 quilòmetres terra endins, i es va endur la sorra de la platja. El Ministeri per a la Transició Ecològica va reposar la sorra, portant-la de la Punta del Fangar.